# Ullstadt

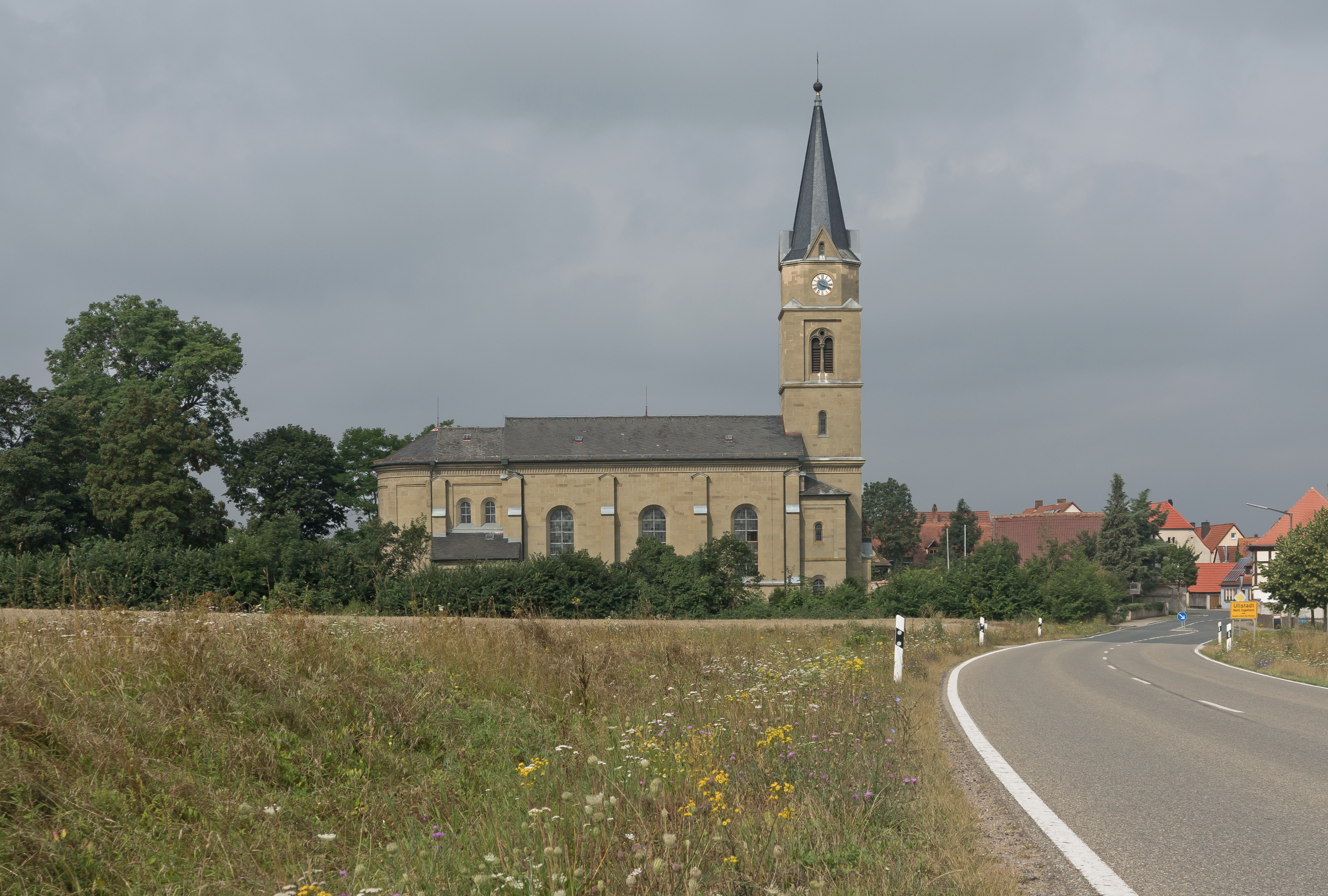
Ullstadt, katholische Pfarrkirche Mariä Himmelfahrt

Ullstadt (historisch auch Uhlstadt; fränkisch: Ullschdad) ist ein Gemeindeteil des Marktes Sugenheim im Landkreis Neustadt an der Aisch-Bad Windsheim (Mittelfranken, Bayern). Die Gemarkung Ullstadt hat eine Fläche von 12,367 km². Sie ist in 875 Flurstücke aufgeteilt, die eine durchschnittliche Fläche von 14137,11 m² haben. In ihr liegt neben dem namensgebenden Ort der Gemeindeteil Wiesenmühle.

## Geografische Lage
Das Pfarrdorf liegt am Ehebach und am Hüßbach, der innerorts als linker Zufluss in den Ehebach mündet. 1 km nördlich erhebt sich der Grubsberg (388 m ü. NHN), 0,5 km südlich erhebt sich der Rote Berg (406 m ü. NHN) und der Judenranken. 0,75 km westlich befindet sich das Flurgebiet Buchboden. Die Staatsstraße 2256 führt nach Sugenheim (3 km südwestlich) bzw. nach Langenfeld (2,5 km östlich). Die Kreisstraße NEA 30 verläuft zur Bundesstraße 8 bei Unterlaimbach (2,8 km nördlich).

## Geschichte
Vermutlich wurde Ullstadt schon während der sogenannten Fränkischen Landnahme im 6. Jahrhundert gegründet. Nördlich von Ullstadt, am Laimbach, befand sich vermutlich das Benediktinerkloster Megingaudshausen (Megingaudeshausen, Meingozhausen), das 816 von den Mattonen gegründet, aber schon um 877 wieder aufgegeben wurde, als die Mönche nach Münsterschwarzach umzogen. In dieser Gründungsurkunde wurde Ullstadt erstmals namentlich erwähnt. Das Bestimmungswort des Ortsnamens ist wahrscheinlich der Personenname „Uligo“, der als Gründer des Ortes angesehen werden kann.
Im Ort befanden sich in staufischer Zeit Besitzungen der Edelherren von Speckfeld, danach der Herren von Hohenlohe und deren Erben 1412, die Grafen von Castell. Nördlich von Ullstadt liegt der große, mehrabschnittige Burgstall Kropfsberg, der wohl nach den Niederadeligen „von Kropf“ benannt wurde. Im Ort gab es schon im Spätmittelalter eine Wasserburg. Nach und nach erwarben die Herren von Seckendorff Besitz und Herrschaftsrechte im Dorfbereich und bauten einen geschlossenen Herrschaftskomplex auf, den sie 1662 wegen wirtschaftlicher Schwierigkeiten als Folge des Dreißigjährigen Krieges an die Freiherrn von Franckenstein verkauften. Bereits 1524 hatte Florian von Seckendorff evangelische Geistliche in Ullstadt angestellt. 1533 hatte er dann die Verpflichtung auf die Augsburger Konfession und somit offiziell die Reformation durchgeführt. Letzter katholischer und erster evangelischer Pfarrer war Johannes Nagel. Im Gegensatz zu den Nachbarorten hatten sich in Ullstadt nach Ende des Krieges nur wenige protestantische Glaubensvertriebene aus Österreich niedergelassen, die den Wiederaufbau betrieben. Die katholischen Franckenstein ließen von 1718 bis 1725 die alte Wasserburg nach Plänen des Baumeisters Johann Dientzenhofer in ein repräsentatives Schloss umbauen. 1742 ließ der Fürstbischof von Bamberg, Johann Philipp Anton von Franckenstein einen behaglich-monumentalen Schlosshof anlegen, zu dem der Bildhauer Ferdinand Dietz die Figuren und Trophäen lieferte. Das Schloss mit dem Schlossgarten und seinem Rokoko-Salettl gehört noch heute der Familie von und zu Franckenstein.
Diese von der Bergstraße im Odenwald stammende Familie gehörte zum katholischen reichsritterschaftlichen Adel. Von 1552 bis 1560 war Rudolf von Frankenstein Bischof von Speyer, 1746 bis 1753 war Johann Philipp von Franckenstein Fürstbischof von Bamberg, andere Frankenstein waren Domherren z. B. in Würzburg oder Worms. In der zweiten Hälfte des 19. Jahrhunderts und im 20. Jahrhundert spielten die Frankenstein eine gewisse Rolle als bayerische Zentrums- bzw. CSU-Politiker. 
Gegen Ende des 18. Jahrhunderts gab es in Ullstadt 60 Anwesen (Schloss mit Ökonomiegebäuden, altes Schloss, Kirche, Pfarrhaus, Synagoge, Schulhaus, Schenkstatt, Badstube, Schmiede, welsches Häuslein, Dorfmühle, Ziegelei, 3 Höfe, 36 Güter, 8 Gütlein, 4 Häuser, 6 Häuslein). Das Hochgericht übte die Herrschaft Ullstadt aus. Die Dorf- und Gemeindeherrschaft sowie die Grundherrschaft über alle Anwesen hatte das Rittergut Ullstadt. Die Herrschaft Ullstadt gehörte zu dieser Zeit den Freiherren von und zu Frankenstein. Sie übte das Hochgericht und die Dorf- und Gemeindeherrschaft auch über Buchhof, Hohenholz, Lamprechtsmühle, Langenfeld und Wiesenmühle aus. Neben den 60 Anwesen in Ullstadt war sie noch Grundherr in Buchhof (1 Anwesen), Dottenheim (1), Herpersdorf (1), Hohenholz (3), Hürfeld (2), Iphofen (1), Lamprechtsmühle (1), Langenfeld (66), Neundorf (2), Oberlaimbach (24), Obernesselbach (2), Schauerheim (2), Unternesselbach (18) und Wiesenmühle (1).
Von 1797 bis 1810 unterstand der Ort dem Justizamt Dachsbach und Kammeramt Neustadt. 1810 kam Ullstadt an das Königreich Bayern. Im Rahmen des Gemeindeedikts wurde 1811 der Steuerdistrikt Ullstadt gebildet, zu dem Buchhof, Hohenholz, Lamprechtsmühle, Langenfeld und Wiesenmühle gehörten. 1813 wurde die Ruralgemeinde Ullstadt gebildet, die deckungsgleich mit dem Steuerdistrikt war. Mit dem Zweiten Gemeindeedikt (1818) entstanden zwei Ruralgemeinden:
- Langenfeld mit Hohenholz, Lamprechtsmühle;
- Ullstadt mit Buchhof und Wiesenmühle.[14][15]

Die Ruralgemeinde Ullstadt war in Verwaltung und Gerichtsbarkeit dem Landgericht Neustadt an der Aisch zugeordnet und in der Finanzverwaltung dem Rentamt Neustadt an der Aisch. Die freiwillige Gerichtsbarkeit und Ortspolizei hatte jedoch bis 1848 das Patrimonialgericht Ullstadt inne. Am 12. Februar 1827 wurde die Gemeinde an das Landgericht Markt Bibart und dem Rentamt Iphofen abgegeben. Ab 1862 gehörte Ullstadt zum Bezirksamt Scheinfeld (1939 in Landkreis Scheinfeld umbenannt) und ab 1879 zum Rentamt Markt Bibart (1919–1929: Finanzamt Markt Bibart, 1929–1972: Finanzamt Neustadt an der Aisch, seit 1972: Finanzamt Uffenheim). Die Gerichtsbarkeit blieb bis 1879 beim Landgericht Markt Bibart, von 1880 bis 1973 war das Amtsgericht Scheinfeld zuständig, seitdem ist es das Amtsgericht Neustadt an der Aisch. Die Gemeinde hatte 1964 eine Gebietsfläche von 12,391 km².
Am 1. Mai 1978 wurde Ullstadt im Zuge der Gebietsreform in Bayern nach Sugenheim eingegliedert.

### Baudenkmäler
In Ullstadt gibt es 14 Baudenkmäler:
- Jüdischer Friedhof
- Ehemalige Synagoge
- Evangelisch-lutherische Pfarrkirche St. Johann Baptist
- Römisch-katholische Pfarrkirche Mariä Himmelfahrt
- Wasserschloss
- Diverse Wohngebäude

### Bodendenkmäler
In der Gemarkung Ullstadt gibt es sieben Bodendenkmäler.

### Einwohnerentwicklung
Gemeinde Ullstadt
| Jahr      | 1818   | 1840   | 1852   | 1855   | 1861   | 1867   | 1871   | 1875   | 1880   | 1885   | 1890   | 1895   | 1900   | 1905   | 1910   | 1919   | 1925   | 1933   | 1939   | 1946   | 1950   | 1952   | 1961   | 1970   |
| Einwohner | 438    | 554    | 541    | 555    | 567    | 620    | 625    | 647    | 687    | 634    | 586    | 596    | 579    | 569    | 563    | 520    | 459    | 443    | 424    | 755    | 751    | 689    | 564    | 496    |
| Häuser    | 84     | 97     |        |        |        |        | 101    |        |        | 103    |        |        | 103    |        |        |        | 105    |        |        |        | 106    |        | 116    |        |
| Quelle    | [ 22 ] | [ 23 ] | [ 24 ] | [ 24 ] | [ 25 ] | [ 24 ] | [ 26 ] | [ 24 ] | [ 24 ] | [ 27 ] | [ 24 ] | [ 24 ] | [ 28 ] | [ 24 ] | [ 24 ] | [ 24 ] | [ 29 ] | [ 24 ] | [ 24 ] | [ 24 ] | [ 30 ] | [ 24 ] | [ 17 ] | [ 31 ] |

Ort Ullstadt
| Jahr      | 001818 | 001840 | 001861 | 001871 | 001885 | 001900 | 001925 | 001950 | 001961 | 001970 | 001987 | 002014 |
| Einwohner | 422    | 519    | *567   | 593    | 613    | 552    | 436    | 723    | 535    | 478    | 387    | 410    |
| Häuser    | 81     | 92     |        |        | 100    | 100    | 101    | 103    | 113    |        | 124    |        |
| Quelle    | [ 22 ] | [ 23 ] | [ 25 ] | [ 26 ] | [ 27 ] | [ 28 ] | [ 29 ] | [ 30 ] | [ 17 ] | [ 31 ] | [ 32 ] | [ 1 ]  |

## Religion
Ullstadt ist bekannt durch seinen jüdischen Friedhof und die Synagoge. Seit dem 17. Jahrhundert gab es in Ullstadt eine jüdische Gemeinde, die bis 1936 bestand. Die Gemeinde gehörte zum Distriktsrabbinat Fürth und hatte in ihrer Blütezeit, 1837, 50 Gemeindemitglieder. Der jüdische Friedhof und die Synagoge können besichtigt werden.
Der Ort hat zwei Kirchen, die evangelische St.-Johannes-Kirche und die katholische Pfarrkirche Mariä Himmelfahrt.

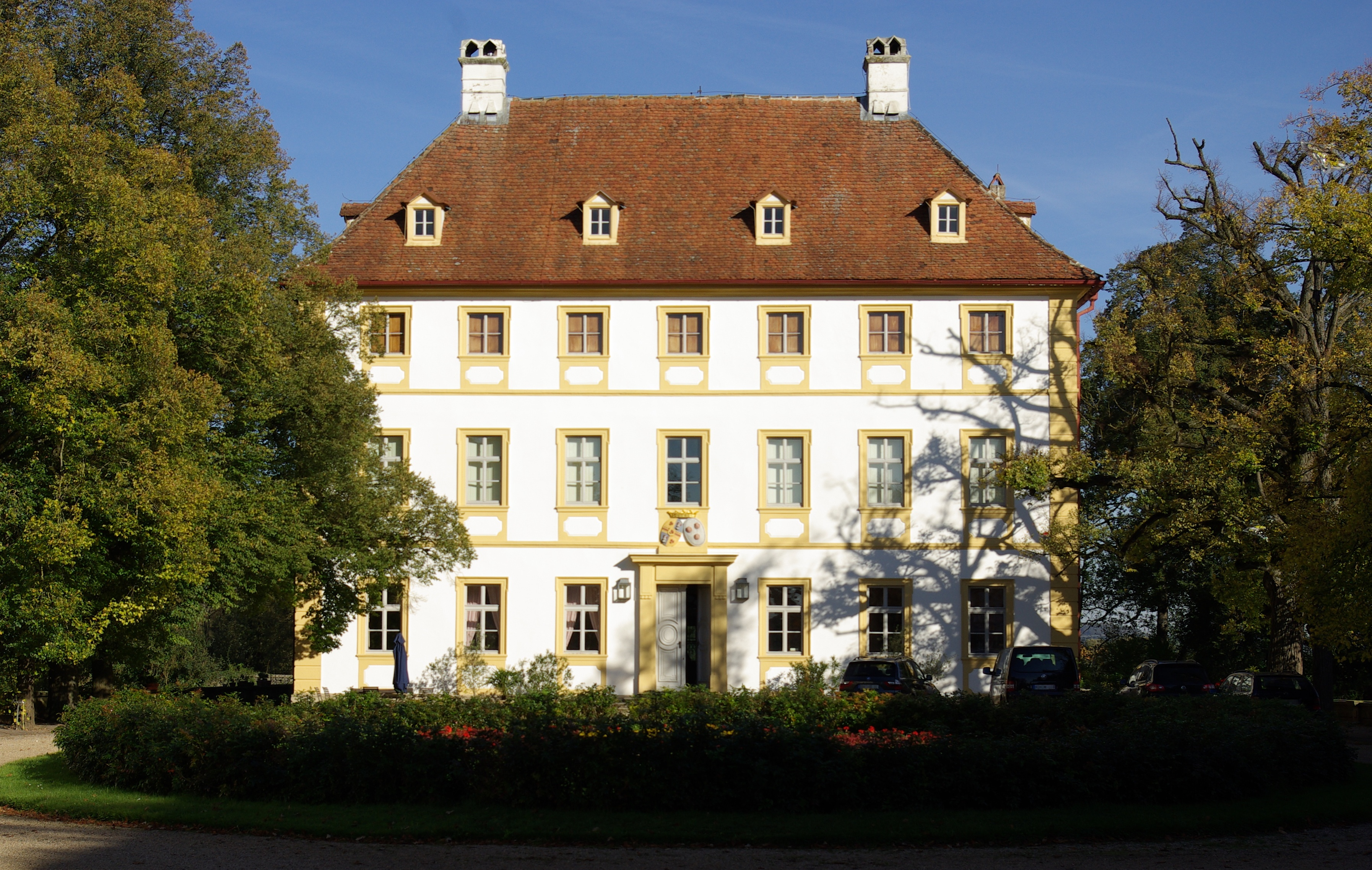
Hauptgebäude der Schlossanlage Ullstadt
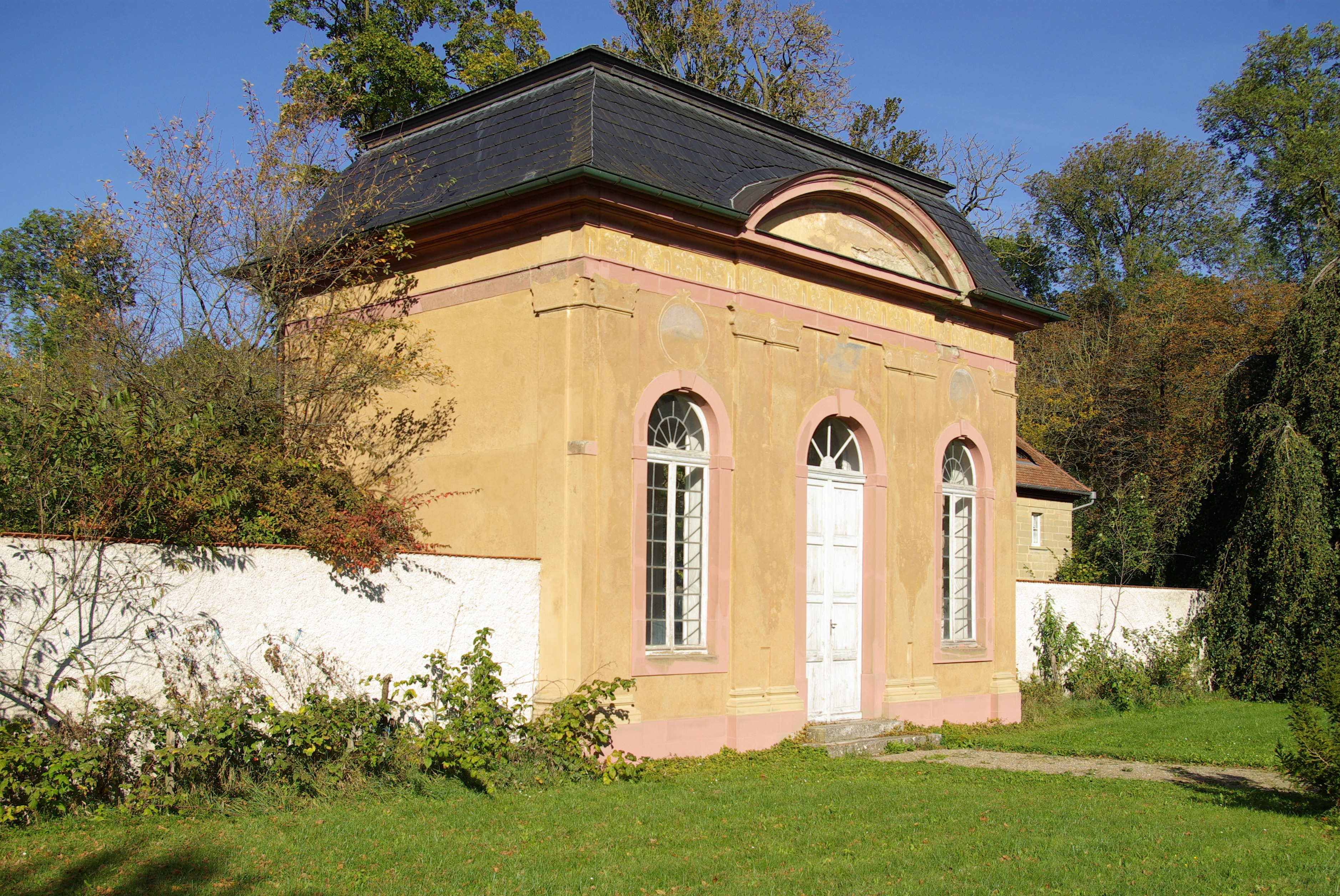
Salettl im Schlossgarten
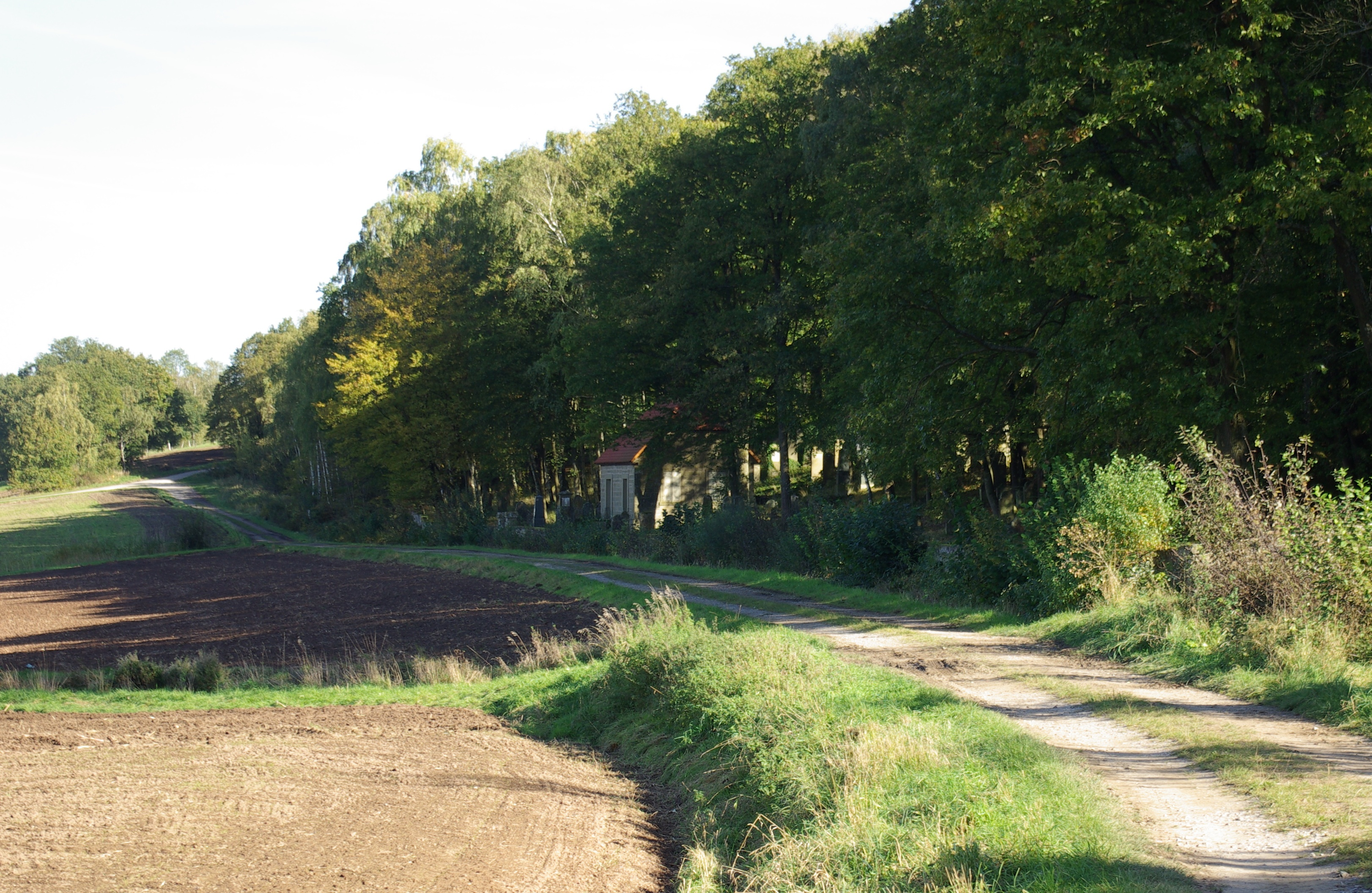
Jüdischer Friedhof
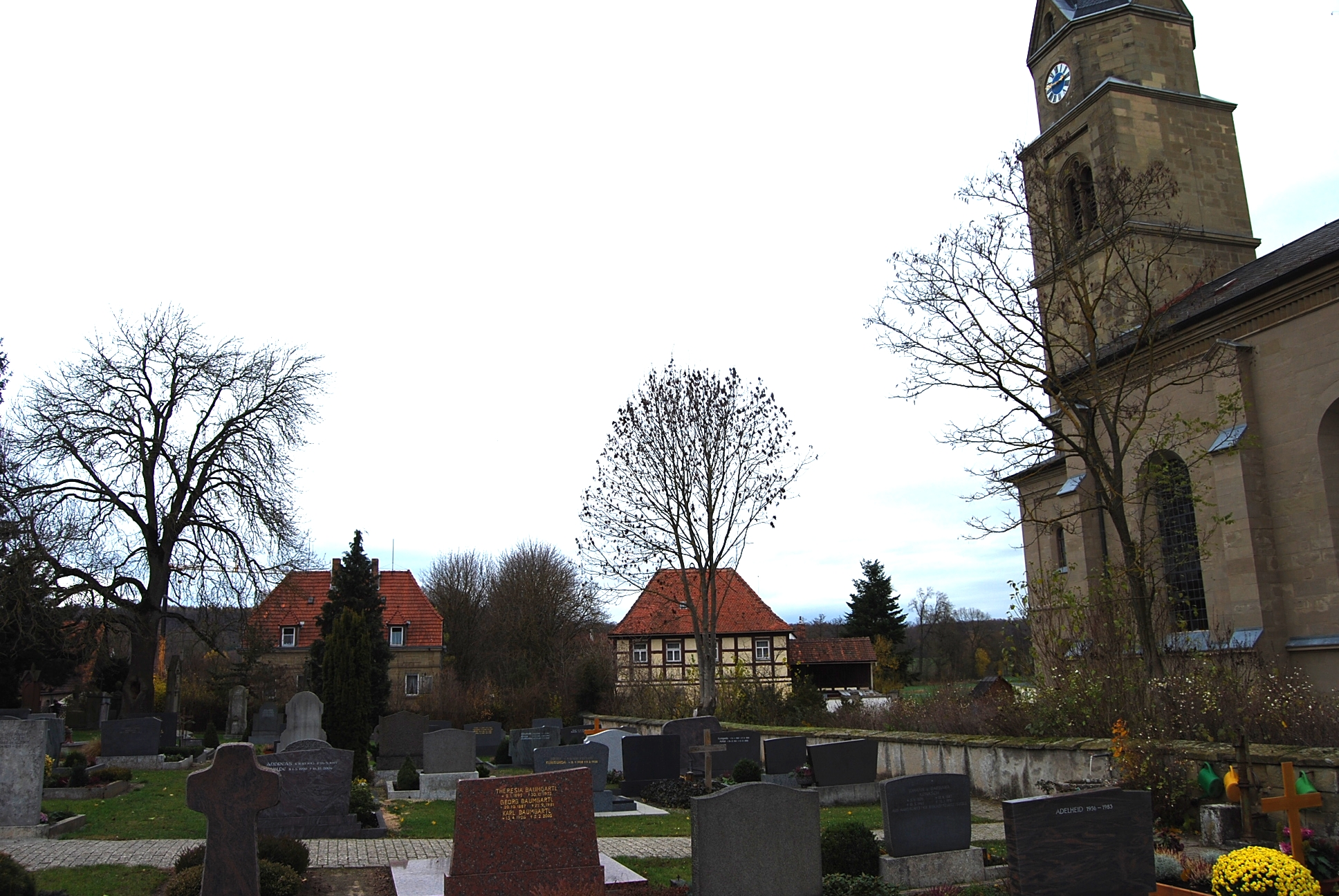
Die katholische Kirche Mariä Himmelfahrt neben dem Friedhof. Im Hintergrund rechts das alte Schulgebäude.
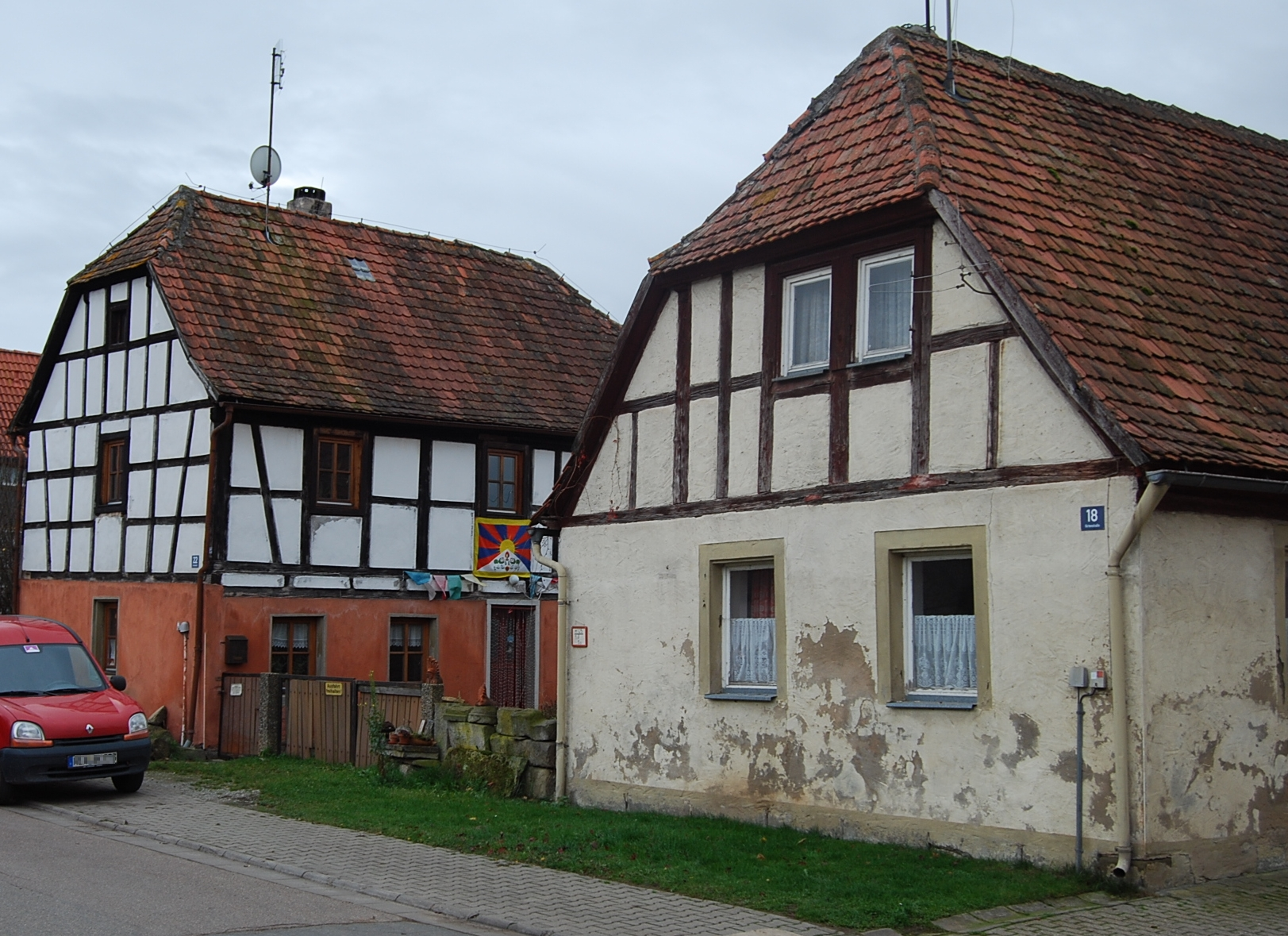
Alte Bauernhäuser im Ortskern